# 10 000 meter för damer i friidrott vid olympiska sommarspelen 1988
10 000 meter för damer vid olympiska sommarspelen 1988 i Seoul avgjordes 30 september. 

## Medaljörer
| Gren         | Guld                                     | Guld     | Silver                        | Silver   | Brons                                    | Brons    |
| 10 000 meter | Olga Krentser-Bondarenko · Sovjetunionen | 31.05,21 | Liz McColgan · Storbritannien | 31.08,44 | Jelena Zjupijeva-Vjazova · Sovjetunionen | 31.19,82 |

## Resultat
- Q innebär avancemang utifrån placering i heatet.
- q innebär avancemang utifrån total placering.
- DNS innebär att personen inte startade.
- DNF innebär att personen inte fullföljde.
- DQ innebär diskvalificering.
- NR innebär nationellt rekord.
- OR innebär olympiskt rekord.
- WR innebär världsrekord.
- WJR innebär världsrekord för juniorer
- AR innebär världsdelsrekord (area record)
- PB innebär personligt rekord.
- SB innebär säsongsbästa.

### Final
| Placering | Final                          | Tid          |
| --------- | ------------------------------ | ------------ |
|           | Olga Bondarenko (URS)          | 31.05,21(OR) |
|           | Liz McColgan (GBR)             | 31.08,44     |
|           | Jelena Zjupijeva-Vjazova (URS) | 31.19,82     |
| 4.        | Kathrin Ullrich (GDR)          | 31.29,27     |
| 5.        | Francie Larrieu-Smith (USA)    | 31.35,52     |
| 6.        | Lynn Jennings (USA)            | 31.39,93     |
| 7.        | Xiuting Wang (CHN)             | 31.40,23     |
| 8.        | Sue Lee (CAN)                  | 31.50,51     |
| 9.        | Albertina Machado (POR)        | 32.02,13     |
| 10.       | Albertina Dias (POR)           | 32.07,13     |
| 11.       | Anne Audain (NZL)              | 32.10,47     |
| 12.       | Ljudmila Matvejeva (URS)       | 32.12,27     |
| 13.       | Nancy Tinari (CAN)             | 32.14,05     |
| 14.       | Rosanna Munerotto (ITA)        | 32.29,84     |
| 15.       | Lynn Nelson (USA)              | 32.32,24     |
| 16.       | Carole Rouillard (CAN)         | 32.41,43     |
| 17.       | Carolyn Schuwalow (AUS)        | 32.45,07     |
| 18.       | Qinghuan Wang (CHN)            | 32.49,86     |
| 19.       | Annette Sergent (FRA)          | 33.17,38     |
| –         | Ingrid Kristiansen (NOR)       | DNF          |

### Icke-kvalificerade
| Placering | Icke-kvalificerade                 | Tid      |
| --------- | ---------------------------------- | -------- |
| 21.       | Marleen Renders (BEL)              | 32.11,49 |
| 22.       | Akemi Matsuno (JPN)                | 32:19.57 |
| 23.       | Christine McMiken (NZL)            | 32:20.39 |
| 24.       | Martine Bouchonneau-Oppliger (SUI) | 32:28.26 |
| 25.       | Ana Isabel Alonso (ESP)            | 32:40.50 |
| 26.       | Jane Shields (GBR)                 | 32:46.07 |
| 27.       | Andri Avraam (CYP)                 | 32:59.30 |
| 28.       | Elhassania Darami (MAR)            | 33:01.52 |
| 29.       | Angela Tooby (GBR)                 | 33:26.57 |
| 30.       | Lihua Xie (CHN)                    | 33:28.13 |
| 31.       | Jacqueline Perkins (AUS)           | 33:45.22 |
| 32.       | Chung Mi-Ja (KOR)                  | 33:48.96 |
| 33.       | Lieve Slegers (BEL)                | 33:51.36 |
| –         | Erika Fazekas (HUN)                | DNF      |
| –         | Päivi Tikkanen (FIN)               | DNS      |
| –         | Mar Mar Min (BIR)                  | DNS      |
| –         | Danièle Kaber (LUX)                | DNS      |
| –         | Kerstin Preßler (FRG)              | DNS      |
| –         | Ludmila Melicherová (TCH)          | DNS      |
| –         | Wanda Panfil (POL)                 | DNS      |
| –         | Maryse Justin (MRI)                | DNS      |
| –         | Tuija Jousimaa (FIN)               | DNS      |